# Trigonotis icumae
Trigonotis icumae är en strävbladig växtart som först beskrevs av Carl Maximowicz, och fick sitt nu gällande namn av Tomitaro Makino. Trigonotis icumae ingår i släktet Trigonotis och familjen strävbladiga växter. Inga underarter finns listade i Catalogue of Life.